# Dorothea Siegle
Dorothea Siegle ist eine deutsche Journalistin und seit 2018 Chefredakteurin der Monatszeitschrift Psychologie Heute.
Siegle studierte Geschichte, Politische Wissenschaft und Journalistik an der Universität Tübingen sowie der Universität Hamburg. Nach dem Studium volontierte sie an der Evangelischen Journalistenschule in Berlin. Anschließend arbeitete sie als freie Journalistin, unter anderem für Die Tageszeitung (taz) und den WDR. Von 2006 bis 2018 war sie beim Gemeinschaftswerk der Evangelischen Publizistik (GEP) tätig, zunächst als Leitende Redakteurin des Monatsmagazins JS-Magazin. Die Evangelische Zeitschrift für junge Soldaten und später auch als Leiterin der Corporate-Media-Abteilung.

## Publikationen
- „Trägerinnen echten Deutschtums“; das Frauenbild an der Kolonialen Frauenschule Rendsburg (1927–1945). Wachholtz Verlag 2004. ISBN 3529028061
- mit Wolfgang Schmidbauer: „Wenn Sie wüssten, wie ich wirklich bin“ Therapeuten erzählen aus ihrer Praxis – 50 Geschichten. Beltz Verlag, Weinheim 2025. ISBN 978-3-407-86897-8